# Magnus Dublar

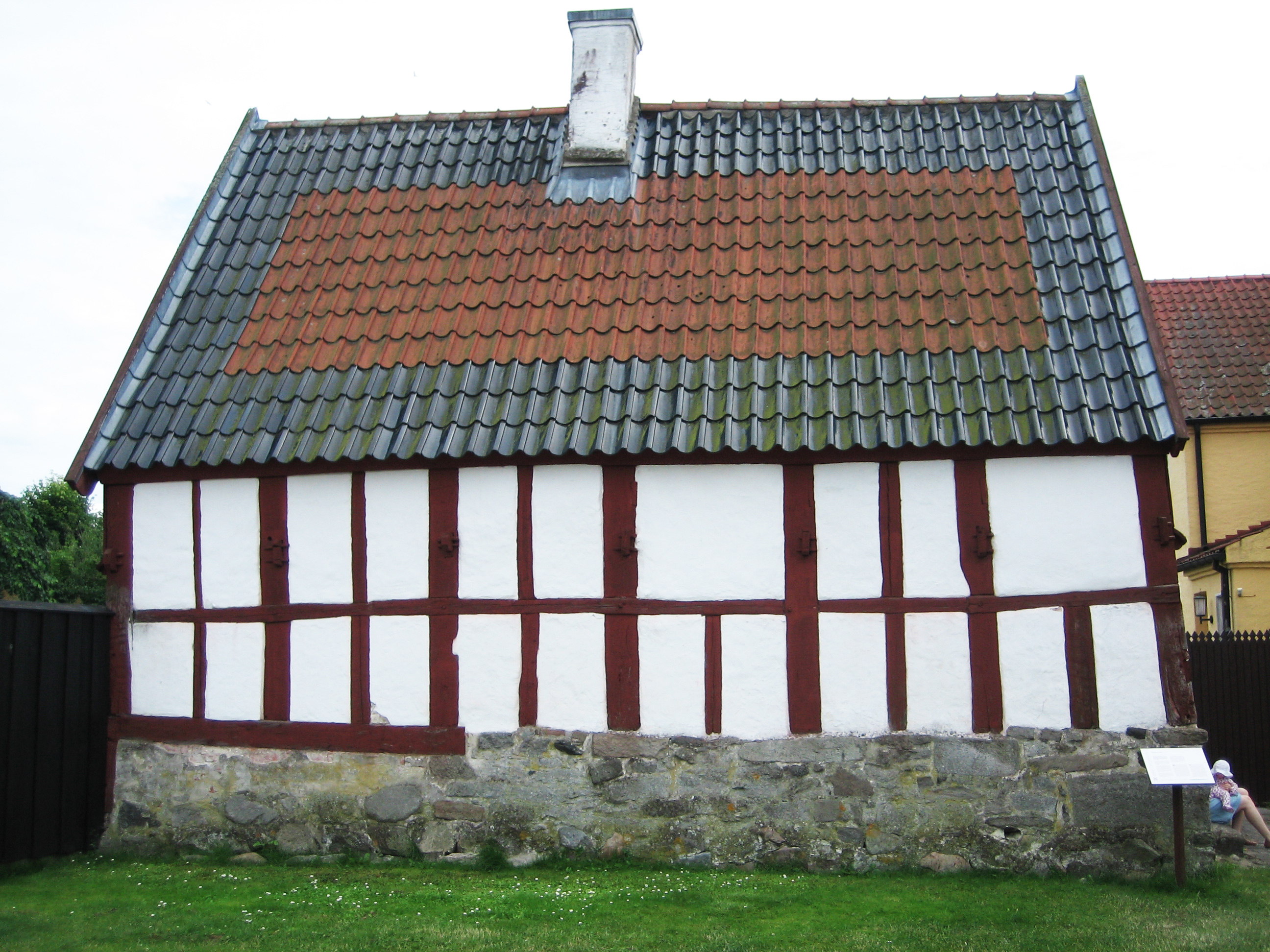
Rönnous föräldrahem i Åhus, Kungsstugan, i vars skorsten enligt en legend Karl XI blev gömd undan danskarna.

Magnus Rönnou (nobil. Dublar), född omkring 1665 i Åhus, död 1735 i England, var en svensk orientalist och latinsk poet. Rönnou var son till kyrkoherden Casten Rönnow.

## Biografi

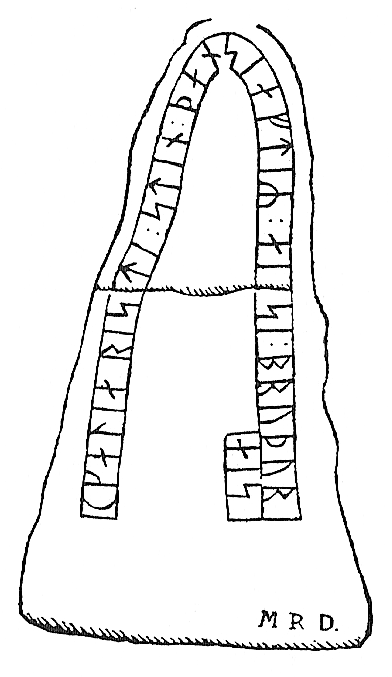
Rönnous avbildning av den idag försvunna Skånestenen.

Magnus Rönnou hade studerat i Lund och Uppsala, när han 1684 avreste till Tyskland, där han av den lärde Edzardus i Hamburg leddes in på studiet av de österländska språken. Efter ett kort besök i Sverige 1687–1689 begav han sig åter utomlands och uppehöll sig ett par år i Holland, där han med all iver fortsatte sina rabbinska studier. Hans mening lär ha varit att framdeles bli professor vid något av de holländska universiteten, varom den lärde Gronovius skall ha ingivit honom förhoppning; emellertid uppmanades han av sina vänner att återkomma hem under förespeglingar om att få biträda vid det nya bibelverket.
Han vände därför tillbaka till Sverige 1691, men då såväl befattningen med bibelöversättningen som andra planer slog fel, erbjöd han sig i England att utarbeta en översättning av Talmud, mot ett årligt underhåll, ett förslag som dock inte antogs. År 1695 utnämndes han till translator regius (kunglig översättare), den tredje och siste innehavaren av detta ämbete innan det avskaffades 1714. Det året befordrades han till protokollssekreterare vid inrikes ärendena men uträttade föga i denna tjänst. Trots det erhöll han av Karl XII adlig sköld, då han upptog ett gammalt släktnamn Dublar, även om han aldrig introducerades på riddarhuset.
Rönnou är inom runologin ganska uppmärksammad då han tecknade av en del idag försvunna runstenar, bland annat Skånestenen under en stor runologisk resa i Skåne 1716. År 1719 utnämndes han efter Elias Brenner till assessor i Antikvitetsarkivet, men, missnöjd med denna befordran, begärde han genast sitt avsked och reste till England, där han dog på ett hospital.

## Poesi
Jämte sina österländska språkstudier övade han latinsk verskonst, och fastän eftervärlden tagit föga kunskap om hans poesi, satte han själv ett högt värde på dem och ansåg sig för deras skull berättigad att föra ett fritt, eller efter den tidens åsikter poetiskt, levnadssätt. I ett avseende blev dock Rönnous verskonst märkvärdig. I en av sina dikter till Karl XII:s ära hade han kallat konungen "Magnæ Scandinaviæ imperator" (Stor-Skandinaviens behärskare), vilket uttryck i brist av bättre skäl upptogs bland krigsorsakerna i danska manifestet 1710.